# Université de Lérida
L'université de Lérida (officiellement en catalan Universitat de Lleida) a été fondée en 1297 ce qui en fait l'une des plus anciennes universités d'Europe. Fermée en 1717 par décret royal (Real Cédula) de Philippe V, elle est refondée en 1991 par le parlement de Catalogne.